# Gelis shafae
Gelis shafae là một loài tò vò trong họ Ichneumonidae.